# Barackpálinka

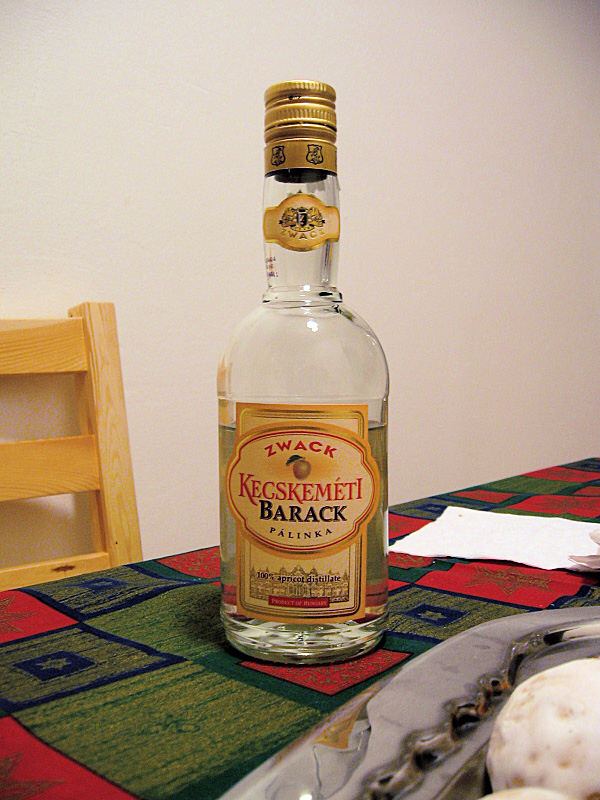
Eine Flasche Barackpálinka

Barackpálinka  [ˈbɒrɒt͡skpa:linkɒ] ist ein aus Ungarn stammender Obstbrand (Pálinka) mit einem Mindestalkoholgehalt von 37,5 %.
Er wird aus Aprikosen (ungarisch Barack), die in der ungarischen Tiefebene angebaut werden, gebrannt und in Eichenfässern gelagert, wodurch er eine goldgelbe Farbe erhält. Als authentisch darf sich der Barackpálinka nur dann bezeichnen, wenn die Früchte ausschließlich aus ungarischer Ernte stammen.
Das Brennen von Barackpalinka ist seit mindestens 500 Jahren bekannt.
Als Ó-Barack oder auch Óbarack wird ein alter oder lange gelagerter Barack bezeichnet.